# Diamond Head (Japanse band)
Diamond Head was een Japanse rockband, geformeerd uit sessiemuzikanten en producenten. Ze werden eerst bekend als de backing- en tourneeband voor Hitomi Yaida.

## Geschiedenis
Werkend als een op zichzelf staande band, schreven en brachten ze het nummer le vent brulant uit in 2001, dat werd gebruikt voor een deel van de Japanse televisie-uitzendingen van het Formule 1-seizoen 2004. Dit instrumentale nummer was opgenomen op zowel Yaida's single Look Back Again/Over The Distance als het verzamelalbum Grand Prix: Super Collection 2004.
Ze werkten rond een kern van vier ervaren producenten met een hoge ervaring en expertise met hun gekozen instrumenten en breidden de band uit met andere specialisten om een gepolijst geluid te bereiken. Geformeerd door solo-muzikant en producent Kataoka Daishi samen met instrumentalist Murata Akira werden ze vergezeld door gitarist Susumu Nishikawa en toetsenist Ura Kiyohide (die eerder lid was van de band North Wind Knights met Daishi). Als band worden ze vermeld als producenten en sessiemuzikanten op elke Hitomi Yaida-publicatie tot 2005 toen Diamond Head werd ontbonden en elke afzonderlijke artiest vanaf dat moment zijn eigen erkenning kreeg, waarbij Murata Akira het grootste deel van haar geluidsproductie overnam van Katoaka, die Aozora verliet in 2005.

## De bandleden

### Kataoka Daishi
Katoaka Daishi (片 岡 大志, Daishi Katoaka) is een linkshandige gitarist, producent en tekstschrijver. Hij is geboren in 1971 in Mitaka, Tokio en heeft 4 broers en zussen. Zijn vader is docent en zijn moeder is een Engelse tolk. Als op zichzelf staande singer/songwriter begon zijn professionele carrière in 1992, toen een demo-tape naar platenmaatschappijen leidde tot een contract van Sony BMG Japan, met het daaropvolgende album opgenomen in Los Angeles. Sindsdien heeft hij meer dan 5 albums en 11 singles uitgebracht, waarvan de laatste de Slapstick Blues (2003) was en Aozora-artiesten zoals SATOMI 'en CAN'NO produceerde, terwijl hij ook fungeerde als de Japanse A&R-producent voor Mary Lou Lord en Imogen Heap (voor de heruitgave van Aozora van de opname van iMegaphone en Music Pool in 2002). Hij nam in 2005 afscheid van Aozora en werkt nu als freelance producent, waarbij Murata Akira de geluidsproductie van Hitomi Yaida's publicaties overneemt.

### Murata Akira
Murata Akira (村田 昭, Akira Murata) is een instrumentalist (voornamelijk keyboards), componist en geluidsproducent. Geboren op 29 maart 1972 in Tokio, Japan, formeerde hij de r&b-band Tiptory in augustus 1996 en tekende hij bij Avex Records. Na de ontbinding van de band in 1999, nam hij de geluidsproductie op zich voor de onafhankelijke publicatie Howling van Hitomi Yaida. Sindsdien heeft hij gewerkt met andere opmerkelijke acts zoals Melody. Murata componeerde ook de partituur voor de Anime-film A.LI.CE uit 1999, produceerde tal van remixen en leverde materiaal voor de Sega Saturn-game Sega Rally 2 onder een alias. Hij treedt momenteel op als geluidsproducent en arrangeur van Hitomi Yaida.

### Susumu Nishikawa
Susumu Nishikawa (西川 進, Nishikawa Susumu) (ook bekend als Shin Nishikawa), geboren op 9 juli 1962 in Yawata, Kioto, is een professionele gitarist, arrangeur, componist en platenproducent. Gibson SG en het rood geverfde kapsel zijn zijn handelsmerken. Als gitarist werkt hij samen met vele muzikanten: Yuki Isoya (ex-Judy en Mary), Shiina Ringo, Yano Maki, Ayumi Hamasaki, Do As Infinity, Mika Nakashima, Tanpopo (te zien op het enkele motto), Elephant Kashimashi, Ikimono- gakari, Chara, Puffy AmiYumi, Kaela Kimura, Maaya Sakamoto, Ayaka, Do As Infinity, Hitomi Shimatani, Yuki Kajiura enzovoort. Vooral over Shina Ringo speelde hij bijna alle nummers in haar vroege single en twee eerste albums op de gitaar. Verder was hij tourgitarist van haar vroege dagen voor Diamond Head. Als producent heeft hij samengewerkt met The Turtles, Kokia, Olivia Lufkin, enzovoort. Hij levert momenteel songs voor Nana Kitade als componist en producent. In The Melancholy of Haruhi Suzumiya (anime) speelde hij gitaar in plaats van het personage en zijn gitaarspel dient als model voor de uitvoering in de anime. Hij bezit ook de 'Smash Room School', een gitaarschool voor het leren op afstand. Studenten die de mogelijkheid hebben composities naar Nishikawa te sturen voor kritiek en de kunstenaar kunnen direct bellen.

### Kiyohide Ura
Kiyohide Ura (浦 清 英, Ura Kiyohide), geboren op 26 mei 1970 in Kurayoshi, Tottori is een sessiesaxofonist, toetsenist en geluidsproducent. Voorheen een ondersteunend lid van de band Mr. Children heeft hij gewerkt met tal van acts, zoals Joelle en Ataru Nakamura.

### Katsumi Usui
Katsumi Usui (臼 井 か つ み, Usui Katsumi), geboren op 20 december 1971 in Yuki, Ibaraki is een professionele drummer en percussioniste. Ze is zowel sessiemuzikante als drumdocent (biedt drumklinieken aan lokale scholen en organisaties tijdens het toeren) en heeft sinds 1997 ook een goedkeuringscontract met tama-drums en Paiste-bekkens. Ze toerde een groot deel van 2006 met Sowelu.

### Takumi Matsuda
Takumi Matsuda (松田 卓 己, Matsuda Takumi), geboren op 25 mei 1970 in Hirakata, professioneel bekend als 'Fire', is een basgitarist. Zijn professionele carrière begon in 1997 bij de band Super Trapp, met wie hij twee albums en vijf singles uitbracht via Sony BMG. Sindsdien heeft hij vele acts opgenomen en getoerd, waaronder met Dragon Ash. Hij speelt zowel elektrische als akoestische basgitaren, verschijnt op het podium en speelt soms een contrabas, maar is ook bedreven in de elektrische contrabas. Aria heeft ook een elektrische bas geproduceerd ter ere van hem. Hij draagt ook bij aan het 'Smash Room School' project voor afstandsonderwijs.

### Shinichi Tanabe
Shinichi Tanabe (Tanabe Shinichi) is percussionist en trad op met acts als Banda de la Noche en Ando Yuko op zijn ep Sari.